# Havillah (Washington)
Havillah es un área no incorporada ubicada en el condado de Okanogan en el estado estadounidense de Washington.

## Geografía
Havillah se encuentra ubicado en las coordenadas 48°49′41″N 119°12′11″O / 48.82806, -119.20306.